# USS Los Angeles (SSN-688)
USS Los Angeles (SSN-688) – amerykański okręt podwodny o napędzie atomowym, pierwsza jednostka typu Los Angeles, określanego też jako "688" (od numeru taktycznego SSN 688 pierwszego okrętu serii), wszedł do służby w 1976 roku.
Okręty typu Los Angeles należą do podwodnych okrętów "myśliwskich" ("hunter-killer"). Ich pierwotne zadania obejmowały śledzenie i zwalczanie radzieckich okrętów podwodnych oraz jednostek nawodnych i wysuniętą osłonę amerykańskich zespołów floty ze szczególnym uwzględnieniem grup bojowych lotniskowców. Wraz z rozwojem pocisków manewrujących Tomahawk (wprowadzonych na 22 okręcie serii - SSN-719 - w 1983) okręty typu Los Angeles uzyskały możliwość atakowania celów lądowych.
Okręty typu Los Angeles stanowią obecnie trzon floty podwodnej US Navy. Zastępowane będą jednostkami typu Virginia.